# Даниленко, Дмитрий Иванович
Дмитрий Иванович Даниленко (29 мая 1995, Москва) — российский фехтовальщик-саблист, чемпион мира, двукратный чемпион Европы, чемпион Игр стран БРИКС. Участник летних Олимпийских игр 2020 года. Мастер спорта России международного класса.

## Биография
В 2015 году Дмитрий стал победителем чемпионата Европы среди юниоров в личных соревнованиях саблистов, в командных стал третьим. В составе сборной России завоевал серебряную медаль в командных соревнованиях на чемпионате мира среди кадетов. В июле стал вторым на летней Универсиаде.
В 2016 году Даниленко в составе первой сборной России победил в командных соревнованиях на взрослых чемпионате мира и чемпионате Европы. В этом же году стал чемпионом страны в командных соревнованиях.
В 2017 году Дмитрий завоевал бронзовую медаль на чемпионате России в личных соревнованиях. В Тбилиси во второй раз выиграл чемпионат Европы в командных соревнованиях.
В 2021 году в составе сборной страны принял участие в летних Олимпийских играх в Токио, где российская команда саблистов заняла только седьмое место. В 2021, 2022 и 2024 годах в командных соревнованиях саблистов на чемпионате России становился чемпионом.
На чемпионате Европы 2025 года Даниленко в составе сборной страны, в нейтральном статусе, выиграл бронзовую медаль в командной сабле.